# Ida d'Àustria
Ida d'Àustria o Itha (1055 – setembre del 1101) fou marquesa d'Àustria pel seu matrimoni amb Leopold II d'Àustria. Acabà la seva vida marxant en pelegrinatge amb la croada del 1101 amb un exèrcit propi.

## Orígens
Antigament va haver confusió sobre els seus orígens, segons la Cronica Austrae de Thomas Ebendorfer, escrita el 1463 (llibre II), era filla de l'emperador Enric III. Això mateix diu l'arbre genealògic dels senyors de Babenberg de 1489-1492, fet a l'abadia de Klosterneuburg, per Ladislau Sunthaym. Sembla, però, que Ebendorfer malinterpretà una llegenda anomenada Els 95 senyors d'Àustria, una obra de finals del segle xi, en la qual es narra el viatge nupcial del marquès Leopold II a la cort d'Enric III, en què es diu que Ida era una de les dames més belles del seu temps. Si aquesta genealogia fos certa hauria estat casada amb el seu cosí, cosa que estava prohibida per l'Església en aquell temps.
Investigacions posteriors han enllaçat Ida amb altres famílies. La relació amb els comtes de Formbach es basa en un document escrit vers el 1060/70 a Schäftlarn, en què s'informa sobre la transmissió del castell de Suben a Tuta de Formbach, esposa del rei hongarès Béla I. En aquest document s'esmenten els altres beneficiaris, que són els dos fills del comte Thiemo II de Formbach, Ekbert, Enric i també Ita (Dominam Itam). Amb la publicació d'aquest document el 1765, Ida d'Àustria fou identificada amb aquesta senyora Ita. Tanmateix, l'historiador i genealogista Wilhelm Wegener no està d'acord amb aquesta interpretació, ja que Thiemo II havia mort el 1040 i Ita va néixer massa aviat per haver-se pogut casar amb Leopold II. Segons Wegener, Ida provenia de la família dels Rapotons, cosa que es dedueix del fet que Leopold II estigués al cap dels testimonis que signen en la consagració del monestir de Michaelbeuern, i això fa sospitar que la seva esposa tindria vincles estrets amb els fundadors del monestir, el Sieghardingern. Per tant, Ratpoto IV, i la seva esposa Mathilde, que possiblement era de la família Sieghardingerin, serien els pares d'Ida, mentre que una altra Mathilde, la germana de Ratpoto, casada amb el Sieghardinger Friedrich von Tengling, seria la tia d'Ida.
Això no obstant, Karl Lechner observà en la seva primera publicació el 1976 sobre la historia de Babenberger, fent una localització d'Ida entre els comtes de Formbach, fa notar que a causa de la seva posició política amb relació a la qüestió de les investidures, Ida podria provenir d'una família papal. Per altra banda, els Rapoton eren partidaris de l'emperador en aquest tema. Els historiadors més recents s'abstenen d'assignar Ida a una família en concret, col·locant un interrogant en aquest apartat de la seva biografia.

## Possible primer matrimoni
Alguns historiadors com Karl Lechner i Karl Brunner suposen que Ida va estar casada abans del seu matrimoni amb Leopold II, probablement amb el noble Haderich von Schwarzenburg. Haderich provenia de la família aristòcrata Schwarzenburger del Palatinat, però des del 1055 el nom Haderich fou molt comú en la Baixa Àustria. La suposició d'una connexió entre aquest home i Ida es basa en el fet que en diversos documents un jove Haderich apareix en estreta relació amb Leopold III, el fill d'Ida. Surt en un document del 1083: en la carta de la fundació del monestir de Göttweig, en què un jove Haderich és esmentat com a marquès, el 1108 el rei Enric V degut als serveis prestats li confia la custòdia de Leopold III. El 1113 el jove Haderich testifica dues vegades en les donacions dels fills de Leopold III: Heinrich i Rapoto. El 1136, en l'escriptura de fundació del monestir Klein-Mariazell a Nöstach, situat en els Boscos de Viena, també hi apareix com a cofundador i hereu dels dos germans que encara no havien tingut fills. En el registre de defuncions d'aquest monestir, se l'anomena patruus fundatorum nostrorum (padre fundador de la nostra confraria).
De tot això, Lechner i Brunner conclouen que el jove Haderich és un fil d'Ida i, per tant, un mig germà gran Leopold III. En conseqüència, Ida estigué casada amb Haderich el Vell. Després de la mort del seu espòs, aquest fill devia ser acollit en el seu segon matrimoni, amb Leopold II, cosa que es veu en el document del 1083.

## Marquesa d'Àustria
Com a esposa del marquès Leopold II, Ida donà suport al papa en la querella de les investidures contra l'emperador Enric IV. Fins i tot després de la mort del seu marit el 1095, mantingué aquesta posició, com es pot veure per la relació que tingué amb els dos representants principals del partit papal a Alemanya, el duc Güelf I de Baviera i l'arquebisbe Thiemo de Salzburg. El Chronicon pii marchionis, una biografia del marquès Leopold III, informa de quatre fills sorgits d'aquest matrimoni:
- Leopold III de Babenberg (1073–1136), que succeíel seu pare en el títol de marquès d'Àustria.
- Adelaida (m. després del 1120), casada amb el comte Theoderic II de Formbach
- Elizabeth (morta el 1107), casada amb el marquès Ottokar II of Styria
- Gerberga (m. 1142), casada amb el duc Bořivoj II of Bohemia
- Ida, casada amb el príncep Luitpold de Znojmo
- Eufèmia, casada amb el comte Conrad I de Peilstein
- Sofia (m. 1154), casada amb Enric d'Eppenstein, duc de Caríntia i en segones noces amb el comte Sieghard X de Burghausen.

L'assignació de fins a quatre filles a aquest matrimoni és dubtosa, tenint en compte les fonts. El Cronicon d'Austria conté una omissió de 300 anys, per exemple manca el seu cunyat, el germà menor de Leopold, Adalbert i, pel que fa a Els 95 senyors d'Àustria, el seu estil és com el d'un conte de fades, cosa que tampoc la fa gaire fiable.
La família visqué en els castells dels Babenberg, un estava a Gars am Kamp un altre a Tulln an der Donau, situat a la riba del Danubi i, almenys durant els primers anys, també van viure a Melk, on la parella va fundar un monestir benedictí el 1089, a prop del castell. Que Ida estigués implicada en la fundació d'aquest monestir es desprèn del fet que els monjos provenien del monestir de Lambach. Els fundadors del monestir de Lambach, els comtes Wels-Lambach, estaven emparentats tant amb els Formbachers com amb els Rapotons, per tant tots ells tenien relació amb Ida.

## Pelegrinatge
El 1101, Ida, juntament amb Thiemo de Salzburg, el duc Güelf I de Baviera i el duc Guillem IX d'Aquitània, decidiren unir-se a l'expedició militar de reforç que seguí a la primera croada. Amb els seus diners reclutà un exèrcit propi el qual encapçalà en la marxa a Jerusalem.
Pel setembre d'aquell any, Ida i el seu exèrcit patiren una emboscada a Heraclea Cybistra pel soldà Kilij Arslan I. Ekkehard d'Aura narra en la seva crònica que Ida morí durant la batalla, malgrat tot persistiren els rumors que seguia viva. Segons una llegenda, narrada entre d'altres per Albert d'Aquisgrà, l'haurien capturat, hauria passat a formar part de l'harem del soldà i fou la mare de Imad-ad-Din Zengi I, un gran enemic dels croats en la dècada del 1140, cosa que és cronològicament impossible.